# Lago Cama
O lago Cama é um lago localizado no vale de Cama, no vale Mesolcina no cantão dos Grisões, o maior dos cantões da Suíça.